# Christian Tell
Pour les articles homonymes, voir Tell.
Christian Tell (né le 12 janvier 1808 à Brașov et mort le 16 février 1884 à Bucarest, Roumanie) est un général et homme politique roumain de Valachie né en Transylvanie.